# Ricardo Esgaio
Ricardo de Sousa Esgaio (Nazaré, 16 mei 1993) is een Portugees voetballer die bij voorkeur als rechtsbuiten speelt. Hij verruilde Sporting CP in juli 2017 voor SC Braga.

## Clubcarrière
Esgaio kwam op 11-jarige leeftijd bij Sporting CP terecht. Op 14 december 2011 zat hij in de 18-koppige selectie voor het Europa League duel tegen SS Lazio. Op 11 augustus 2012 maakte hij z'n profdebuut voor Sporting CP B tegen União Oliveirense, dat sinds het seizoen 2012-2013 in de Segunda Liga uitkomt.
Op 7 december 2012 speelde Esgaio 90 minuten in het Europa League duel tegen Videoton. Sporting CP won dat 2-1 maar was al uitgeschakeld. FC Basel en KRC Genk gingen wel door naar de volgende ronde.
Esgaio maakte vooral minuten bij het B-team van Sporting, toen hij in 2015 verhuurd werd aan Académica Coimbra. In juli 2017 maakte hij de definitieve overstap naar SC Braga.

## Statistieken
| Seizoen         | Club                 | Competitie      | Competitie | Competitie | Beker | Beker | Europa | Europa | Totaal | Totaal |
| Seizoen         | Club                 | Competitie      | Wed.       | Dlp.       | Wed.  | Dlp.  | Wed.   | Dlp.   | Wed.   | Dlp.   |
| --------------- | -------------------- | --------------- | ---------- | ---------- | ----- | ----- | ------ | ------ | ------ | ------ |
| 2012/13         | Sporting Lissabon II | Segunda Liga    | 26         | 15         | 0     | 0     | —      | —      | 26     | 15     |
| 2012/13         | Sporting Lissabon    | Primeira Liga   | 3          | 0          | 2     | 0     | 1      | 0      | 6      | 0      |
| 2013/14         | Sporting Lissabon II | Segunda Liga    | 20         | 9          | 0     | 0     | —      | —      | 20     | 9      |
| 2014/15         | → Académica Coimbra  | Primeira Liga   | 15         | 0          | 1     | 0     | —      | —      | 16     | 0      |
| Carrière totaal | Carrière totaal      | Carrière totaal | 64         | 24         | 3     | 0     | 1      | 0      | 68     | 24     |

## Interlandcarrière
Esgaio kwam uit voor diverse Portugese jeugdelftallen. Bij Portugal -19 maakte hij 5 doelpunten in 29 wedstrijden.
2 Gómez ·
3 Bambu ·
4 Niakaté ·
6 Carvalho ·
7 Bruma ·
8 Moutinho ·
9 El Ouazzani ·
10 A. Horta ·
11 Fernandes ·
12 Sá ·
13 Ferreira ·
15 Oliveira ·
16 Zalazar ·
19 Marín ·
20 Gharbi ·
21 R. Horta  ·
22 Helguera ·
25 Ribeiro ·
26 Arrey-Mbi ·
27 Guitane ·
29 Gorby ·
33 Marques ·
77 Martínez ·
90 Fernández ·
91 Horníček ·
Coach: Carvalhal
· Keeperstrainer: Carvalho
1 Varela ·
2 Esgaio  a ·
3 Ilori ·
4 Figueiredo ·
5 Ié ·
6 Podstawski ·
7 Martins ·
8 Oliveira ·
9 Paciência ·
10 Fernandes  b ·
11 Agra ·
12 Pereira ·
13 Pité ·
14 Paulo Henrique ·
15 Fonseca ·
16 Ramos ·
17 Mané ·
18 Tiago Silva ·
Coach: Jorge